# Grebenhain
Grebenhain è un comune tedesco di 4 585 abitanti situato nel land dell'Assia.
Esso è composto da 15 frazioni (Ortsteilen): Bannerod,  Bermuthshain,  Crainfeld,  Grebenhain (con Oberwald),  Hartmannshain,  Heisters,  Herchenhain,  Ilbeshausen-Hochwaldhausen,  Metzlos,  Metzlos-Gehaag,  Nösberts-Weidmoos,  Vaitshain,  Volkartshain,  Wünschen-Moos e Zahmen; la sede amministrativa del comune è Grebenhain.
La frazione di Ilbeshausen-Hochwaldhausen è attraversata dal fiume Altefeld, tributario della Fulta attraverso il fiume Schlitz, che concorre a formare con la Lauter.